# Долина смрти (филм)
„Долина смрти“ (енгл. Zabriskie Point) америчка је филмска драма из 1970. редитеља Микеланђела Антонионија. У питању је други од три филма на енглеском језику које је Антониони снимио под уговором са продуцентом Карлом Понтијем и студиом Метро-Голдвин-Мејер. Друга два филма су „Увећање“ (1966) и „Професија: репортер“ (1975). Главни протагонисти су Марк и Дарија, студенти и припадници контракултуре 60-тих, који се упознају и заљубљују у пустињи Долина смрти. Без обзира што филм приказује познате елементе живота младих у касним шездесетим двадестог века (децу цвећа, слободну љубав, студентске протесте, пацифизам, рок музику итд), „Долина смрти“ није филм историјске ретроносталгије, нити претендује да ослика једну епоху путем подражавања површинских обележја, већ је усмерен на дистопијско прогнозирање развијеног облика капитализма, који ће усисати и апсорбовати све политичке утопије шездесетих, па и саму контракултуру и бунт младих.
Антониони је имао великих проблема током и након снимања овог филма. Медији и поједине организације су филм нападале под оптужбом да је у питању антиамеричка пропаганда. ФБИ је редовно испитивао глумце и чланове филмске екипе. Припадници десничарских организација протестовали су на локацији снимања због наводне сцене спаљивања америчке заставе, иако таква сцена никада није постојала у сценарију. Велике проблеме је изазвала и сцена оргија у пустињи. Упркос томе што је од почетка планирано да је симултативно сниме увежбани професионални позоришни глумци, власти су у први мах одбили да издају Антонионију дозволу за снимање у Долини смрти и покренули судску истрагу за неморал, пошто су били убеђени да се на сету заиста снимају оргије. Због оваквих оптужби и медијске хајке, биоскопска публика је бојкотовала филм. Зарадивши 900 000 тадашњих долара, филм није успео ни приближно да исплати буџет од 7 милиона, и на тај начин је постао један од највећих финансијских промашаја 1970. године. Амерички филмски критичари су га дочекали негативним рецензијама. Роџер Иберт га је назвао глупим и блесавим филмом преоптерећим идеолошким теретом. Сам Антониони је бранио своје остварење критикујући затворен систем америчких студија. Упркос оваквом лошем старту, „Долина смрти“ је временом стекла култни статус и постала један од значајнијих филмова у филмографији Микеланђела Антонионија.

## Улоге
| Глумац         | Улога                  |
| -------------- | ---------------------- |
| Марк Фрешет    | Марк                   |
| Дарија Халприн | Дарија                 |
| Пол Фикс       | Власник друмске кафане |
| Род Тејлор     | Ли Ален                |